# 妫川郡
妫川郡，中国南北朝、唐朝时设置的郡。
唐玄宗天宝元年（742年），改妫州置妫川郡。治所在怀戎县（今河北省怀来县东南旧怀来，已没入官厅水库）。下辖怀戎县、妫川县（今北京市延庆区）。辖境相当今河北张家口市、崇礼区、万全区、宣化县、怀来县、赤城县、张北县、怀安县、涿鹿县、北京市延庆区等地。唐肃宗乾元元年（758年）复改为妫州。
唐朝妫川郡太守
- 李永定（746年—748年）
- 李祐（天宝年间）